# توگ کلاس ونگروگ
توگ کلاس ونگروگ (به انگلیسی: Wangerooge-class tug) یک کلاس از کشتی است که طول آن ۵۲٫۷ متر (۱۷۲ فوت ۱۱ اینچ) می‌باشد.